# Gran Premio de las Naciones de Motociclismo de 1986
El Gran Premio de las Naciones de Motociclismo de 1986 fue la segunda prueba de la temporada 1986 del Campeonato Mundial de Motociclismo. El Gran Premio se disputó el 18 de mayo de 1986 en el Circuito de Monza.

## Resultados 500cc
El estadounidense Eddie Lawson dominó la carrera de 500cc de principio a fin. Sus compatriotas Randy Mamola y Mike Baldwin fueron segundo y tercero respectivamente.
| Pos.     | Piloto              | Equipo                   | Tiempo     | Pts. |
| -------- | ------------------- | ------------------------ | ---------- | ---- |
| 1        | Eddie Lawson        | Yamaha                   | 46:29.950  | 15   |
| 2        | Randy Mamola        | Yamaha                   | +5.680     | 12   |
| 3        | Mike Baldwin        | Yamaha                   | +7.630     | 10   |
| 4        | Christian Sarron    | Yamaha                   | +10.020    | 8    |
| 5        | Didier de Radiguès  | Chevallier-Honda         | +49.000    | 6    |
| 6        | Boet van Dulmen     | Bakker-Honda             | +1:43.950  | 5    |
| 7        | Pierfrancesco Chili | Suzuki                   | +1:53.380  | 4    |
| 8        | Fabio Biliotti      | Honda                    | +1 Vuelta  | 3    |
| 9        | Paul Lewis          | Heron-Suzuki             | +1 Vuelta  | 2    |
| 10       | Marco Papa          | Honda                    | +1 Vuelta  | 1    |
| 11       | Dave Petersen       | Suzuki                   | +1 Vuelta  |      |
| 12       | Peter Sköld         | Honda                    | +1 Vuelta  |      |
| 13       | Henk van der Mark   | Honda                    | +1 Vuelta  |      |
| 14       | Manfred Fischer     | Honda                    | +1 Vuelta  |      |
| 15       | Karl Truchsess      | Honda                    | +1 Vuelta  |      |
| 16       | Wayne Gardner       | Honda                    | +1 Vuelta  |      |
| 17       | Peter Linden        | Honda                    | +1 Vuelta  |      |
| 18       | Rob Punt            | Honda                    | +1 Vuelta  |      |
| 19       | Marco Marchesani    | Suzuki                   | +2 Vueltas |      |
| Ret      | Ron Haslam          | ELF-Honda                | Ret        |      |
| Ret      | Robert McElnea      | Yamaha                   | Ret        |      |
| Ret      | Juan Garriga        | Cagiva                   | Ret        |      |
| Ret      | Andreas Leuthe      | Honda                    | Ret        |      |
| Ret      | Leandro Becheroni   | Suzuki                   | Ret        |      |
| Ret      | Raymond Roche       | Honda                    | Ret        |      |
| Ret      | Josef Doppler       | Honda                    | Ret        |      |
| Ret      | Roger Burnett       | Honda                    | Ret        |      |
| Ret      | Marco Gentile       | Honda                    | Ret        |      |
| Ret      | Simon Buckmaster    | Honda                    | Ret        |      |
| Ret      | Armando Errico      | Suzuki                   | Ret        |      |
| Ret      | Alessandro Valesi   | Honda                    | Ret        |      |
| Ret      | Wolfgang von Muralt | Suzuki                   | Ret        |      |
| Ret      | Vittorio Scatola    | Paton                    | Ret        |      |
| Ret      | Georg Jung          | Honda                    | Ret        |      |
| Ret      | Marco Lucchinelli   | Cagiva                   | Ret        |      |
| Ret      | Vinicio Bogani      | Suzuki                   | Ret        |      |
| DNS      | Freddie Spencer     | Rothmans-HRC             | DNS        |      |
| DNS      | Gustav Reiner       | Bakker-Honda-Deutschland | DNS        |      |
| DNQ      | Eero Hyvärinen      | Honda                    | DNQ        |      |
| DNQ      | David Griffith      | Suzuki                   | DNQ        |      |
| DNQ      | Vincenzo Cascino    | Suzuki                   | DNQ        |      |
| Sources: |                     |                          |            |      |

## Resultados 250cc
Interesante duelo entre el venezolano Carlos Lavado y el alemán Anton Mang, que acabó con la victoria del segundo. El francés Jean-François Baldé cerró el podio.
| Pos. | Piloto                 | Moto        | Tiempo    | Pts. |
| ---- | ---------------------- | ----------- | --------- | ---- |
| 1    | Anton Mang             | Honda       | 35:35.760 | 15   |
| 2    | Carlos Lavado          | Yamaha      | +0.130    | 12   |
| 3    | Jean-François Baldé    | Honda       | +11.180   | 10   |
| 4    | Martin Wimmer          | Yamaha      | +11.370   | 8    |
| 5    | Sito Pons              | Honda       | +11.550   | 6    |
| 6    | Jacques Cornu          | Honda       | +20.720   | 5    |
| 7    | Dominique Sarron       | Honda       | +21.270   | 4    |
| 8    | Pierre Bolle           | Parisienne  | +27.400   | 3    |
| 9    | Massimo Matteoni       | Garelli     | +27.720   | 2    |
| 10   | Jean-Michel Mattioli   | Yamaha      | +27.860   | 1    |
| 11   | Alan Carter            | Cobas-Rotax | +33.760   |      |
| 12   | Hans Lindner           | Rotax       | +34.000   |      |
| 13   | Stefano Caracchi       | Aprila      | +34.730   |      |
| 14   | Manfred Herweh         | Aprilia     | +34.920   |      |
| 15   | Reinhold Roth          | Honda       | +35.130   |      |
| 16   | Harald Eckl            | Honda       | +51.380   |      |
| 17   | Stéphane Mertens       | Yamaha      | +53.570   |      |
| 18   | Siegfried Minich       | Honda       | +54.480   |      |
| 19   | Brent Jones            | Yamaha      | +54.670   |      |
| 20   | Ivan Palazzese         | Rotax       | +55.040   |      |
| 21   | Antonio Neto           | Yamaha      | +1:04.600 |      |
| 22   | Tadahiko Taira         | Yamaha      | +1:18.090 |      |
| 23   | Loris Reggiani         | Aprilia     | +1:18.280 |      |
| 24   | Marcellino Lucchi      | Aprilia     | +1:19.830 |      |
| 25   | Bruno Bonhuil          | Honda       | +1:20.270 |      |
| 26   | Jean-Louis Guignabodet | MIG-Rotax   | +1:20.660 |      |
| 27   | René Delaby            | Rotax       | +1:51.270 |      |
| Ret  | Fausto Ricci           | Honda       | Ret       |      |
| Ret  | Jean Foray             | Yamaha      | Ret       |      |
| Ret  | Ian Newton             | Ret         |           |      |
| Ret  | Carlos Cardús          | Honda       | Ret       |      |
| Ret  | Jean-Louis Tournadre   | Yamaha      | Ret       |      |
| Ret  | Konrad Hefele          | Honda       | Ret       |      |
| Ret  | Donnie McLeod          | Armstrong   | Ret       |      |
| Ret  | Antonio Rota           | Rotax       | Ret       |      |
| Ret  | Gary Noel              | EMC         | Ret       |      |
| DNQ  | Nedy Crotta            | Armstrong   | DNQ       |      |
| DNQ  | Maurizio Vitali        | Garelli     | DNQ       |      |
| DNQ  | Fabio Marcaccini       | Honda       | DNQ       |      |
| DNQ  | Roland Freymond        | Yamaha      | DNQ       |      |
| DNQ  | Urs Luzi               | Yamaha      | DNQ       |      |
| DNQ  | Johnny Simonsson       | Honda       | DNQ       |      |
| DNQ  | Luis Lavado            | Yamaha      | DNQ       |      |
| DNQ  | Peter Hubbard          | Rotax       | DNQ       |      |
| DNQ  | Oscar La Ferla         | Yamaha      | DNQ       |      |
| DNQ  | Marcello Iannata       | Yamaha      | DNQ       |      |
| DNQ  | Andrea Brasini         | Garelli     | DNQ       |      |
| DNQ  | Eilert Lundstedt       | Rotax       | DNQ       |      |
| DNQ  | Gérard Vallée          | Yamaha      | DNQ       |      |
| DNQ  | Miguel González        | Yamaha      | DNQ       |      |

## Resultados 125cc
Segunda victoria en dos carreras del italiano Fausto Gresini por delante del gran campeón español Ángel Nieto, que subía por última vez en su historia a un podio de un Gran Premio. El austríaco August Auinger cerró el podio.
| Pos. | Piloto                 | Moto        | Tiempo    | Pts. |
| ---- | ---------------------- | ----------- | --------- | ---- |
| 1    | Fausto Gresini         | Garelli     | 37:51.450 | 15   |
| 2    | Ángel Nieto            | Ducados-MBA | +10.580   | 12   |
| 3    | August Auinger         | MBA         | +10.770   | 10   |
| 4    | Luca Cadalora          | Garelli     | +13.650   | 8    |
| 5    | Pier Paolo Bianchi     | MBA         | +54.450   | 6    |
| 6    | Lucio Pietroniro       | MBA         | +58.590   | 5    |
| 7    | Thierry Feuz           | MBA         | +1:09.430 | 4    |
| 8    | Gastone Grassetti      | MBA         | +1:12.160 | 3    |
| 9    | Johnny Wickström       | Tunturi     | +1:12.340 | 2    |
| 10   | Willy Pérez            | Zanella     | +1:13.440 | 1    |
| 11   | Alfred Waibel          | MBA         | +2:04.210 |      |
| 12   | Håkan Olsson           | MBA         | +2:04.410 |      |
| 13   | Thomas Møller-Pedersen | MBA         | +2:04.600 |      |
| 14   | Adi Stadler            | MBA         | +2:05.080 |      |
| 15   | Andrés Sánchez         | MBA         | +2:06.300 |      |
| 16   | Jacques Hutteau        | MBA         | +1 Vuelta |      |
| 17   | Patrick Daudier        | PMDF        | +1 Vuelta |      |
| 18   | Robin Appleyard        | MBA         | +1 Vuelta |      |
| 19   | Peter Baláž            | MBA         | +1 Vuelta |      |
| 20   | Karl Dauer             | MBA         | +1 Vuelta |      |
| 21   | Manfred Braun          | MBA         | +1 Vuelta |      |
| 22   | Wilhelm Lücke          | MBA         | +1 Vuelta |      |
| 23   | Peter Sommer           | MBA         | +1 Vuelta |      |
| Ret  | Bruno Kneubühler       | MBA         | Ret       |      |
| Ret  | Ezio Gianola           | MBA         | Ret       |      |
| Ret  | Domenico Brigaglia     | MBA         | Ret       |      |
| Ret  | Olivier Liégeois       | Assmex      | Ret       |      |
| Ret  | Janez Pintar           | Eberhardt   | Ret       |      |
| Ret  | Giuseppe Ascareggi     | MBA         | Ret       |      |
| Ret  | Esa Kytölä             | MBA         | Ret       |      |
| Ret  | Iván Troisi            | MBA         | Ret       |      |
| Ret  | Paolo Casoli           | MBA         | Ret       |      |
| Ret  | Jussi Hautaniemi       | MBA         | Ret       |      |
| Ret  | Mike Leitner           | MBA         | Ret       |      |
| Ret  | Manuel Hernández       | MBA         | Ret       |      |
| Ret  | Éric Saul              | LGN         | Ret       |      |
| DNQ  | Steve Mason            | MBA         | DNQ       |      |
| DNQ  | Rune Zaelle            | MBA         | DNQ       |      |
| DNQ  | Robert Hmeljak         | MBA         | DNQ       |      |
| DNQ  | Thierry Maurer         | MBA         | DNQ       |      |
| DNQ  | Angelo Scapellato      | MBA         | DNQ       |      |
| DNQ  | Fernando González      | MBA         | DNQ       |      |
| DNQ  | Shaun Simpson          | MBA         | DNQ       |      |

## Resultados 80cc
En la categoría menor ciclindrada, duelo frenético el suizo Stefan Dörflinger y el español Jorge Martínez Aspar, que se decantó del lado del helvético por tan solo 47 centésimas. El español Manuel Herreros acabó tercero.
| Pos. | Piloto               | Moto         | Tiempo    | Pts. |
| ---- | -------------------- | ------------ | --------- | ---- |
| 1    | Stefan Dörflinger    | Krauser      | 28:56.280 | 15   |
| 2    | Jorge Martínez Aspar | Derbi        | +0.470    | 12   |
| 3    | Manuel Herreros      | Derbi        | +27.700   | 10   |
| 4    | Gerhard Waibel       | Real-Krauser | +28.070   | 8    |
| 5    | Pier Paolo Bianchi   | Seel         | +45.870   | 6    |
| 6    | Theo Timmer          | HuVo-Casal   | +46.800   | 5    |
| 7    | Hans Spaan           | HuVo-Casal   | +47.830   | 4    |
| 8    | Gerd Kafka           | Krauser      | +1:02.420 | 3    |
| 9    | Rainer Kunz          | Ziegler      | +1:36.770 | 2    |
| 10   | Salvatore Milano     | Krauser      | +1:42.980 | 1    |
| 11   | Luis Miguel Reyes    | Autisa       | +1:44.010 |      |
| 12   | Hubert Abold         | Seel         | +1:57.750 |      |
| 13   | Chris Baert          | Seel         | +2:37.170 |      |
| 14   | Jos van Dongen       | Krauser      | +1 Vuelta |      |
| 15   | Lionel Robert        | Krauser      | +1 Vuelta |      |
| 16   | Raimo Lipponen       | Krauser      | +1 Vuelta |      |
| 17   | Enzo Saffiotti       | Krauser      | +1 Vuelta |      |
| 18   | Reiner Koster        | Kroko        | +1 Vuelta |      |
| 19   | Richard Bay          | Maico        | +1 Vuelta |      |
| 20   | Jarno Piepponen      | Krauser      | +1 Vuelta |      |
| 21   | Bertus Grinwis       | Krauser      | +1 Vuelta |      |
| Ret  | Domingo Gil Blanco   | Autisa       | Ret       |      |
| Ret  | René Dünki           | Krauser      | Ret       |      |
| Ret  | Thomas Engl          | Krauser      | Ret       |      |
| Ret  | Ángel Nieto          | Derbi        | Ret       |      |
| Ret  | Reiner Scheidhauer   | Seel         | Ret       |      |
| Ret  | Mario Stocco         | Casal        | Ret       |      |
| Ret  | Ian McConnachie      | Krauser      | Ret       |      |
| Ret  | Steve Mason          | MBA          | Ret       |      |
| Ret  | Alex Barros          | Autisa       | Ret       |      |
| Ret  | Stefan Brägger       | Casal        | Ret       |      |
| Ret  | Juan Ramón Bolart    | Autisa       | Ret       |      |
| Ret  | Henk van Kessel      | Krauser      | Ret       |      |
| Ret  | Félix Rodríguez      | Autisa       | Ret       |      |
| Ret  | Serge Julin          | Casal        | Ret       |      |
| Ret  | Reinhard Koberstein  | Krauser      | Ret       |      |
| DNQ  | Mika-Sakari Komu     | Berhard      | DNQ       |      |
| DNQ  | Claudio Granata      | Lusuardi     | DNQ       |      |
| DNQ  | Guiliano Tabanelli   | Mancini      | DNQ       |      |
| DNQ  | Nicola Casadei       | RB           | DNQ       |      |
| DNQ  | Georges Fissette     | Casal        | DNQ       |      |
| DNQ  | Otto Machinek        | Krauser      | DNQ       |      |
| DNQ  | Kees Besseling       | Hummel       | DNQ       |      |
| DNQ  | Mario Scalinci       | Huvo Casal   | DNQ       |      |
| DNQ  | Jan Vanecek          | Kreidler     | DNQ       |      |